# Augustus Tolton
Augustus Tolton (1854 - 1897) là một linh mục thuộc Giáo hội Công giáo Rôma. Ông là linh mục người Mỹ gốc Phi đầu tiên được công khai biết đến tại Hoa Kỳ. Augustus được phong chức linh mục tại Rôma vào ngày Chúa Nhật Phục Sinh năm 1886 tại Vương cung thánh đường Thánh Gioan Latêranô. Sau khi thụ phong, ông được cử về Giáo phận Alton (nay là Giáo phận Springfield) để thi hành mục vụ. Ông được Giáo hội Công giáo phong là Tôi tớ Chúa.

## Cuộc đời
Augustus Tolton sinh ngày 01 tháng 4 năm 1854 tại Missouri. Cha ông là Peter Paul Tolton và mẹ là Martha Jane Chisley, họ đều là những người nô lệ da đen. Mẹ ông là một tín hữu Công giáo nên Augustus Tolton được rửa tội tại Brush Creek, Missouri, một cộng đồng cách Hannibal khoảng 12 dặm. Mẹ đỡ đầu cho Augustus Tolton lúc rửa tội là Savilla Elliot, vợ của ông chủ quản lý cha mẹ ông.
Có rất nhiều đề tài tranh luận chưa ngã ngũ về việc "làm thế nào các thành viên trong gia đình của Augustus Tolton lại được tự do thoát khỏi nô lệ". Theo các trao đổi của linh mục Augustus Tolton khi ông nói với bạn bè và giáo dân thì cha ông là người đã trốn thoát đầu tiên, sau đó ông Peter Paul Tolton gia nhập quân đội Liên bang. Mẹ Augustus Tolton sau đó cũng bỏ trốn với các con của mình là Charley, Augustus Tolton và Anne. Với sự hỗ trợ của những người lính Liên minh cảm thông và cảnh sát, bà đã vượt qua sông Mississippi để vào vùng đất tự do tại Illinois. Theo thông tin của những hậu duệ của gia đình Elliott, thì ông Stephen Elliott-ông chủ cũ của cha mẹ Augustus Tolton đã giải phóng tất cả các nô lệ của mình khi cuộc nội chiến Hoa Kỳ xảy ra. Người chủ tốt bụng này đã cho phép họ được di chuyển về miền Bắc. Tuy nhiên, cha của Augustus Tolton đã chết vì bệnh kiết lỵ trước khi chiến tranh kết thúc.

## Tu tập
Sau khi đến Quincy thuộc vùng đất Illinois, bà Martha cùng Augustus Tolton và Charley bắt đầu làm việc tại Công ty thuốc lá Herris chuyên về các loại xì gà. Sau khi người thân trong gia đình là Charley qua đời dù còn rất trẻ, Augustus Tolton quyết định đến gặp linh mục Peter McGirr. Ông Peter McGirr là một linh mục nhập cư Ailen, từ Fintona, County Tyrone. Ông là người đã cho Augustus Tolton cơ hội để đi học tại giáo xứ Thánh Phêrô trong những tháng mùa đông khi nhà máy thuốc lá anh đang làm bị đóng cửa. Quyết định cho Augustus Tolton đi học của linh mục Peter McGirr đã gây tranh cãi rất nhiều trong giáo xứ của ông. Mặc dù Chủ nghĩa bãi nô đã hoạt động khắp trong thị trấn, nhưng nhiều giáo dân của linh mục Peter McGirr đã phản đối việc để một học sinh da đen học chung trường cùng với các con em của họ. Tuy nhiên, linh mục Peter McGirr đã sắp xếp nhanh chóng mọi thứ và cho phép Augustus Tolton được vẫn tiếp tục học tập ở trường.
Mặc dù linh mục Peter McGirr đã tích cực giới thiệu Augustus Tolton vào một chủng viện của Hoa Kỳ, nhưng anh vẫn bị từ chối. Vì rất ấn tượng bởi những phẩm chất cá nhân tốt đẹp của Augustus Tolton, Peter McGirr lại tiếp tục giúp Augustus Tolton đi học và thực hiện các nghiên cứu tại Rome. Augustus Tolton sau đó đã tốt nghiệp tại trường St. Francis Solanus College và học tại Đại học Giáo hoàng Urbaniana. Tại đây, ông có thể vận dụng hoàn hảo để nói chuyện thành thạo cả bốn thứ tiếng: Mỹ, Ý, Hy Lạp và tiếng tiếng Latin.